# Benincaseae
Tribu
Les Benincaseae sont une tribu de plantes à fleurs de la famille des Cucurbitaceae.
Ce sont des plantes herbacées.

## Liste des genres
Selon NCBI (31 août 2013) :
- genre Acanthosicyos
- genre Anangia
- genre Benincasa
- genre Borneosicyos
- genre Cephalopentandra
- genre Citrullus
- genre Coccinia
- genre Ctenolepis
- genre Cucumeropsis
- genre Cucumis
- genre Dactyliandra
- genre Diplocyclos
- genre Indomelothria
- genre Lagenaria
- genre Lemurosicyos
- genre Melancium
- genre Melothria
- genre Muellerargia
- genre Neoachmandra
- genre Papuasicyos
- genre Peponium
- genre Posadaea
- genre Praecitrullus
- genre Raphidiocystis
- genre Ruthalicia
- genre Scopellaria
- genre Solena
- genre Trochomeria
- genre Urceodiscus
- genre Zehneria